# آردینو
آردینو شهری در استان کرجالی کشور بلغارستان است که جمعیت آن در سال ۲۰۰۱ میلادی ۳٬۷۳۳ نفر بوده‌است.